# Ilie Balaci
Ilie Balaci, né le 13 septembre 1956 à Bistreț et mort le 21 octobre 2018 à Craiova,, était un footballeur international et entraîneur de football roumain. Il est considéré comme le meilleur footballeur roumain de tous les temps.
Il a joué en tant que milieu de terrain offensif principalement avec l'Universitatea Craiova où il est généralement considéré comme l'un des meilleurs joueurs de l'histoire du club.

## Carrière

### Palmarès de joueur
- Champion de Roumanie : 1974, 1980, 1981
- Coupe de Roumanie : 1977, 1978, 1981, 1983
- Demi-finaliste de la Coupe de l'UEFA : 1983
- Coupe des Balkans : 1980
- Élu Footballeur roumain de l'année en 1981 et 1982
- 65 sélections et 8 buts avec l'équipe de Roumanie entre 1974 et 1986[4].

### Palmarès d'entraîneur
| Période | Club                    | Pays                | Titres                                                                                               |
| ------- | ----------------------- | ------------------- | --- |
| 1988/89 | Pandurii Târgu Jiu      | Roumanie            | |
| 1989/91 | Drobeta Turnu-Severin   | Roumanie            | |
| 1991/92 | Club Africain           | Tunisie             | (4) Coupe d'Afrique des clubs champions, Champion de Tunisie, Coupe de Tunisie, Coupe afro-asiatique |
| 1992/93 | Olympique de Casablanca | Maroc               | (2) Coupe arabe des vainqueurs de coupe, Coupe du Trône                                              |
| 1993/94 | Olympique de Casablanca | Maroc               | (2) Coupe arabe des vainqueurs de coupe, Champion du Maroc                                           |
| 1994/95 | Al Shabab Dubaï         | Émirats arabes unis | (1) Champion des Émirats arabes unis                                                                 |
| 1995/96 | Al Shabab Dubaï         | Émirats arabes unis | (1) Coupe des Émirats arabes unis                                                                    |
| 1996/97 | Al Nasr Riyad           | Arabie saoudite     | (1) Coupe des clubs champions du golfe Persique                                                      |
| 1997/98 | Al Hilal Riyad          | Arabie saoudite     | (2) Coupe des clubs champions du golfe Persique, Champion d'Arabie saoudite                          |
| 1998/99 | Universitatea Craiova   | Roumanie            | |
| 1998/99 | Al Ain Club             | Émirats arabes unis | (1) Coupe des Émirats arabes unis                                                                    |
| 1999/00 | Al Ain Club             | Émirats arabes unis | (1) Champion des Émirats arabes unis                                                                 |
| 2000/01 | Al Hilal Riyad          | Arabie saoudite     | (2) Coupe arabe des vainqueurs de coupe, Supercoupe d'Asie                                           |
| 2000/01 | Universitatea Craiova   | Roumanie            | |
| 2001/02 | Al Sadd Doha            | Qatar               | (1) Ligue des champions arabes                                                                       |
| 2002/03 | Al Hilal Riyad          | Arabie saoudite     | (1) Coupe Crown Prince d'Arabie saoudite                                                             |
| 2003/04 | Al-Ahli Dubaï           | Émirats arabes unis | (1) Coupe des Émirats arabes unis                                                                    |
| 2004/05 | Al-Ahli Dubaï           | Émirats arabes unis | |
| 2005/06 | Al Arabi Doha           | Qatar               | |
| 2006/07 | Al Shabab Dubaï         | Émirats arabes unis | |
| 2009/10 | Kazma                   | Koweït              | |
| 2011/12 | Raja de Casablanca      | Maroc               | |
| 2012/13 | Al-Nahda                | Arabie saoudite     | |
| 2016    | Al Hilal Omdurman       | Soudan              | (1) Champion du Soudan                                                                               |
| 2017/18 | Al-Suwaiq Club          | Oman                | |